# Elezioni generali in Costa Rica del 2022
Le elezioni generali in Costa Rica del 2022 si sono tenute il 6 febbraio per il primo turno delle elezioni presidenziali e per il rinnovo dell'Assemblea legislativa; poiché nessun candidato alla carica di Presidente ha ottenuto almeno il 40% dei voti, il 3 aprile ha avuto luogo il turno di ballottaggio.

## Candidati e liste

### Elezioni presidenziali
| Rodrigo Chaves Robles              | Partito per il Progresso Social Democratico | 351 453   | 16,76 | 1 035 388 | 53,72 |  |  |  |
| José María Figueres                | Partito Liberazione Nazionale               | 571 518   | 27,26 | 924 699   | 47,98 |  |  |  |
| Fabricio Alvarado Muñoz            | Partito Nuova Repubblica                    | 311 633   | 14,86 |           |       |  |  |  |
| Eliécer Feinzaig Mintz             | Partito Liberale Progressista               | 259 788   | 12,39 |           |       |  |  |  |
| Lineth Saborío Chaverri            | Partito Unità Sociale Cristiana             | 259 767   | 12,39 |           |       |  |  |  |
| José María Villalta Florez-Estrada | Fronte Ampio                                | 182 789   | 8,72  |           |       |  |  |  |
| Rolando Araya Monge                | Costa Rica Giusta                           | 19 951    | 0,95  |           |       |  |  |  |
| Greivin Moya Carpio                | Partito Forza Nazionale                     | 16 576    | 0,79  |           |       |  |  |  |
| Natalia Díaz Quintana              | Unidos Podemos                              | 16 496    | 0,79  |           |       |  |  |  |
| Welmer Ramos González              | Partito Azione Cittadina                    | 13 803    | 0,66  |           |       |  |  |  |
| Óscar López Arias                  | Partito Accessibilità senza Esclusione      | 12 418    | 0,59  |           |       |  |  |  |
| Rodolfo Hernández Gómez            | Partito Repubblicano Sociale Cristiano      | 12 224    | 0,58  |           |       |  |  |  |
| Sergio Mena Díaz                   | Partito Nuova Generazione                   | 11 643    | 0,56  |           |       |  |  |  |
| Eduardo Cruickshank Smith          | Partito Restaurazione Nazionale             | 11 160    | 0,53  |           |       |  |  |  |
| Carmen Quesada Santamaría          | Giustizia Sociale Costaricana               | 6 759     | 0,32  |           |       |  |  |  |
| Federico Malavassi Calvo           | Unione Liberale                             | 6 633     | 0,32  |           |       |  |  |  |
| Maricela Morales Mora              | Partito Unione Costaricana Democratica      | 6 604     | 0,31  |           |       |  |  |  |
| Christian Rivera Paniagua          | Alleanza Democratica Cristiana              | 5 697     | 0,27  |           |       |  |  |  |
| Óscar Campos Chavarría             | Partito Incontro Nazionale                  | 4 639     | 0,22  |           |       |  |  |  |
| Rodolfo Piza Rocafort              | Partito Nostro Popolo                       | 3 359     | 0,16  |           |       |  |  |  |
| Walter Múñoz Céspedes              | Partito Integrazione Nazionale              | 3 022     | 0,14  |           |       |  |  |  |
| Roulan Jiménez Chavarría           | Movimento Socialdemocratico Costaricano     | 2 032     | 0,10  |           |       |  |  |  |
| Jhonn Vega Masís                   | Partito dei Lavoratori                      | 1 951     | 0,09  |           |       |  |  |  |
| Martín Chinchilla Castro           | Popolo Unito                                | 1 495     | 0,07  |           |       |  |  |  |
| Luis Alberto Cordero Arias         | Movimento Libertario                        | 1 406     | 0,07  |           |       |  |  |  |
| Totale                             | Totale                                      | 2 096 557 | 100   | 1 927 270 | 100   |  |  |  |
|                                    |                                             |           |       |           |       |  |  |  |
| Schede bianche                     | Schede bianche                              | 11 607    | 0,55  | 43 621    | 2,17  |  |  |  |
| Schede nulle                       | Schede nulle                                | 17 665    | 0,83  | 7 758     | 0,39  |  |  |  |
| Votanti                            | Votanti                                     | 2 124 088 |       | 2 011 466 |       |  |  |  |

### Elezioni parlamentari
| Partito Liberazione Nazionale               | 515 231   | 24,82 | 19 |  |  |  |
| Partito per il Progresso Social Democratico | 312 120   | 15,04 | 10 |  |  |  |
| Partito Unità Sociale Cristiana             | 236 941   | 11,41 | 9  |  |  |  |
| Partito Nuova Repubblica                    | 209 074   | 10,07 | 7  |  |  |  |
| Partito Liberale Progressista               | 188 074   | 9,06  | 6  |  |  |  |
| Fronte Ampio                                | 172 961   | 8,33  | 6  |  |  |  |
| Partito Azione Cittadina                    | 44 622    | 2,15  | –  |  |  |  |
| Partito Restaurazione Nazionale             | 42 495    | 2,05  | –  |  |  |  |
| Partito Nuova Generazione                   | 37 144    | 1,79  | –  |  |  |  |
| Partito Accessibilità senza Esclusione      | 31 339    | 1,51  | –  |  |  |  |
| Partito Repubblicano Sociale Cristiano      | 31 227    | 1,50  | –  |  |  |  |
| Costa Rica Giusta                           | 25 347    | 1,22  | –  |  |  |  |
| Unione Liberale                             | 24 645    | 1,19  | –  |  |  |  |
| Partito Forza Nazionale                     | 24 518    | 1,18  | –  |  |  |  |
| Partito Integrazione Nazionale              | 22 710    | 1,09  | –  |  |  |  |
| Unidos Podemos                              | 21 100    | 1,02  | –  |  |  |  |
| Alleanza Democratica Cristiana              | 18 475    | 0,89  | –  |  |  |  |
| Giustizia Sociale Costaricana               | 18 097    | 0,87  | –  |  |  |  |
| Movimento Libertario                        | 13 473    | 0,65  | –  |  |  |  |
| Movimento Socialdemocratico Costaricano     | 11 602    | 0,56  | –  |  |  |  |
| Partito Incontro Nazionale                  | 10 536    | 0,51  | –  |  |  |  |
| Partido Unión Guanacasteca                  | 10 086    | 0,49  | –  |  |  |  |
| Partito Nostro Popolo                       | 9 240     | 0,45  | –  |  |  |  |
| Partido Recuperando Valores                 | 9 059     | 0,44  | –  |  |  |  |
| Popolo Unito                                | 6 102     | 0,29  | –  |  |  |  |
| Partito dei Lavoratori                      | 5 631     | 0,27  | –  |  |  |  |
| Unione Costaricana Democratica              | 5 318     | 0,26  | –  |  |  |  |
| Vamos                                       | 5 205     | 0,25  | –  |  |  |  |
| Somos                                       | 3 997     | 0,19  | –  |  |  |  |
| Renovación Cartago                          | 2 995     | 0,14  | –  |  |  |  |
| Actuemos Ya                                 | 1 861     | 0,09  | –  |  |  |  |
| Anticorruzione Costaricana                  | 1 768     | 0,09  | –  |  |  |  |
| Unidos por Costa Rica                       | 913       | 0,04  | –  |  |  |  |
| Nuovo Partito Socialista Cartago            | 837       | 0,04  | –  |  |  |  |
| Nuovo Partito Socialista San José           | 778       | 0,04  | –  |  |  |  |
| Totale                                      | 2 075 872 | 100   | 57 |  |  |  |
|                                             |           |       |    |  |  |  |
| Schede bianche                              | 18 431    | 0,87  |    |  |  |  |
| Schede nulle                                | 23 199    | 1,10  |    |  |  |  |
| Votanti                                     | 2 117 502 |       |    |  |  |  |

#### Contrassegni elettorali
| Partido Accesibilidad sin Exclusión               | Partido Acción Ciudadana             | Actuemos Ya                   | Alianza Demócrata Cristiana             |
| Partido Anticorrupción Costarricense              | Partido Costa Rica Justa             | Partido de los Trabajadores   | Partido Encuentro Nacional              |
| Partido Frente Amplio                             | Partido Fuerza Nacional              | Partido Integración Nacional  | Partido Izquierda Costarricense         |
| Partido Justicia Social Costarricense             | Partido Liberación Nacional          | Partido Liberal Progresista   | Movimiento Libertario                   |
| Partido Movimiento Social Demócrata Costarricense | Partido Nuestro Pueblo               | Partido Nueva Generación      | Partido Nueva República                 |
| Nuevo Partido Socialista                          | Partido Progreso Social Democrático  | Pueblo Unido                  | Partido Recuperando Valores             |
| Partido Renovación Cartago                        | Partido Republicano Social Cristiano | Partido Restauración Nacional | Partido Somos Alajuela                  |
| Partido Unidad Social Cristiana                   | Partido Unidos por Costa Rica        | Unidos Podemos                | Partido Unión Costarricense Democrática |
| Partido Unión Guanacasteca                        | Partido Unión Liberal                | Partido Vamos                 |                                         |